# هاوال اچ۲اس
هاوال اچ۲اس (به انگلیسی: Haval H2s) بک خودروی کامپکت کوچک کراس‌اوور است که بوسیلهٔ شرکت هاوال، زیر مجموعهٔ شرکت چینی گریت وال موتورز عرضه می‌شود.

## بررسی
هاوال اچ۲اس با طراحی شبیه به نسل دوم هاوال اچ۶ نسبت به خودروی هاوال اچ۲ از جایگاه بالاتری برخوردار است.

## نگارخانه

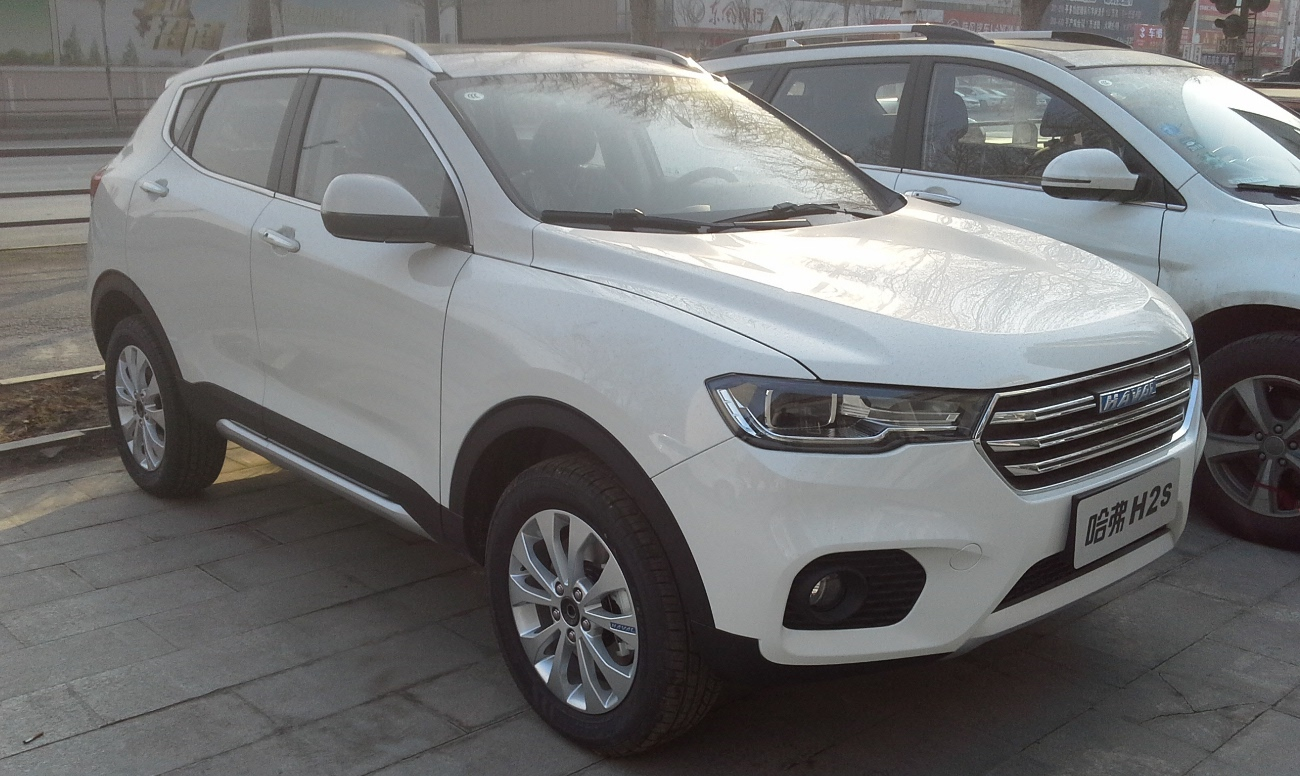
نمونهٔ لوگو آبی هاوال اچ۲اس، نمای جلو
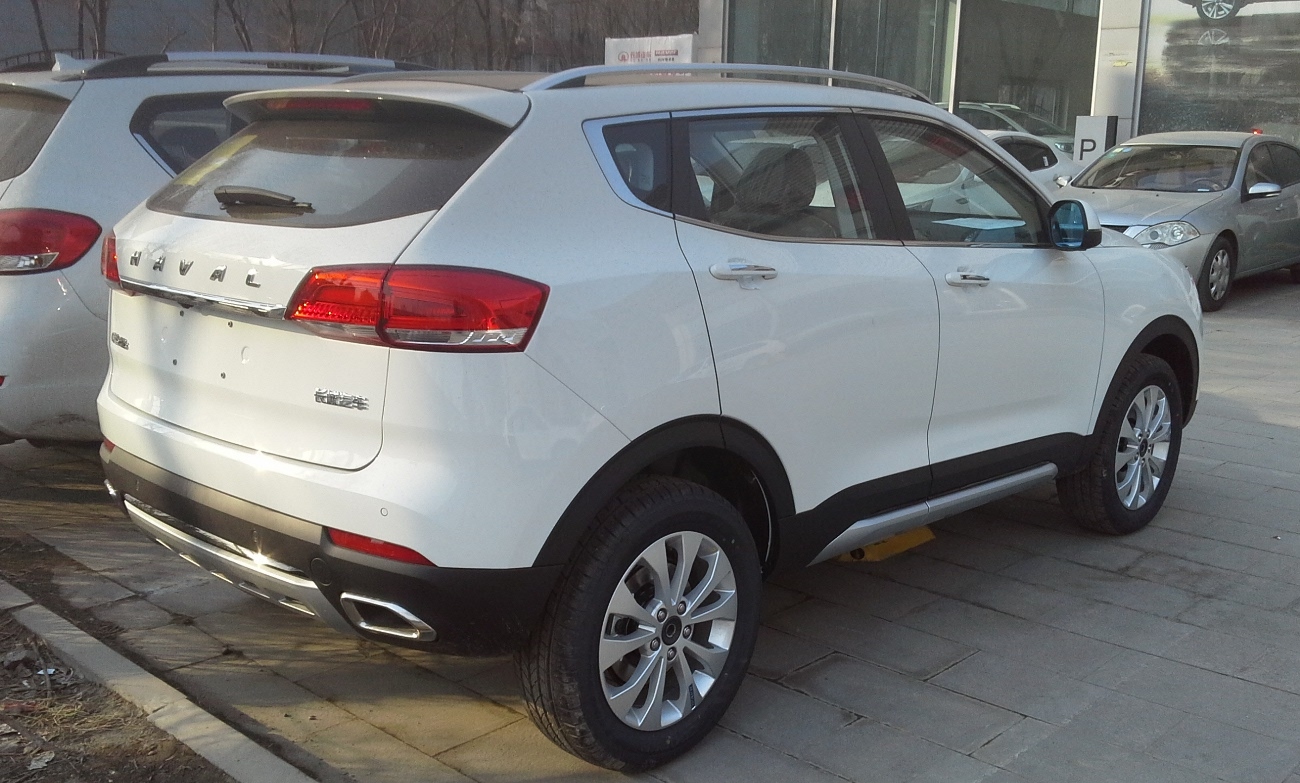
نمونهٔ لوگو آبی هاوال اچ۲اس، نمای عقب
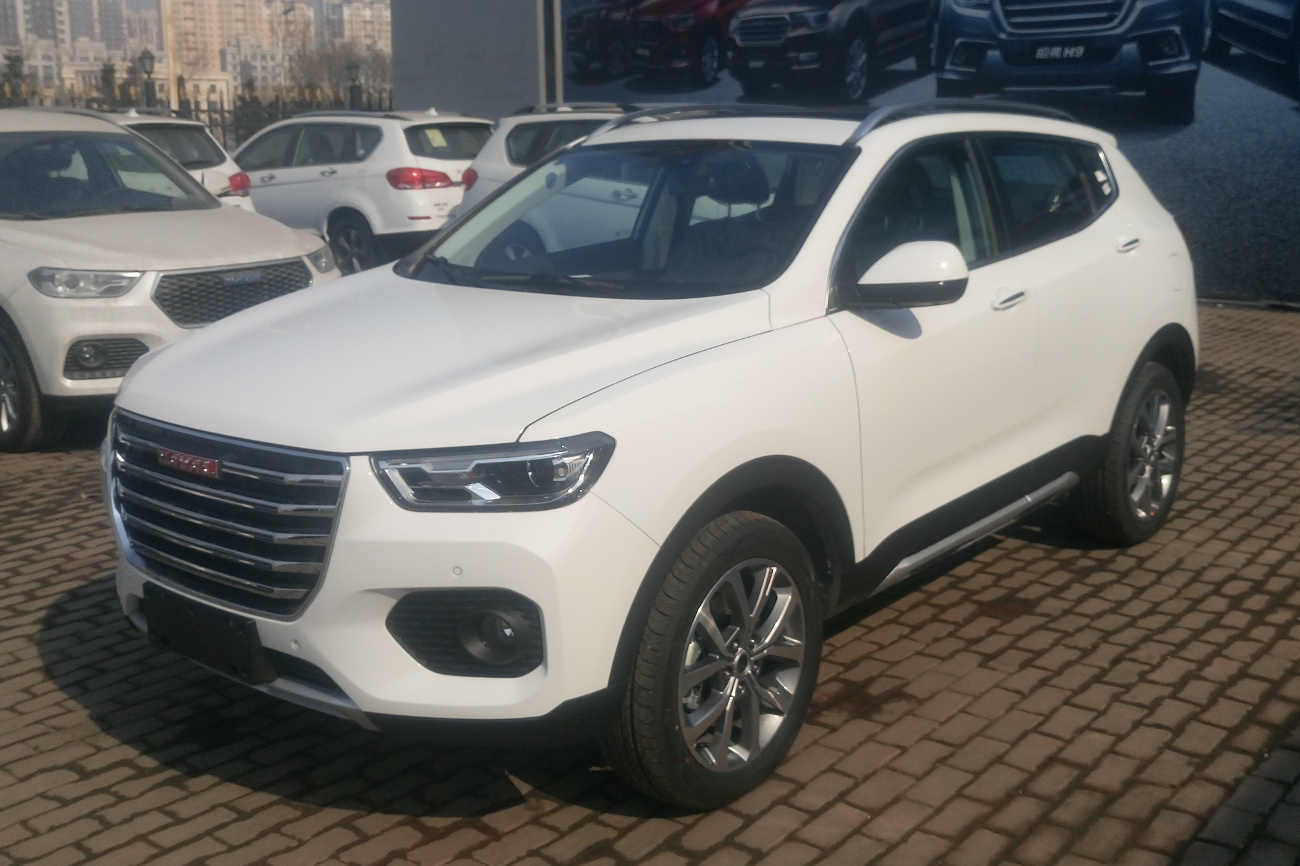
نمونهٔ لوگو قرمز هاوال اچ۲اس، نمای جلو
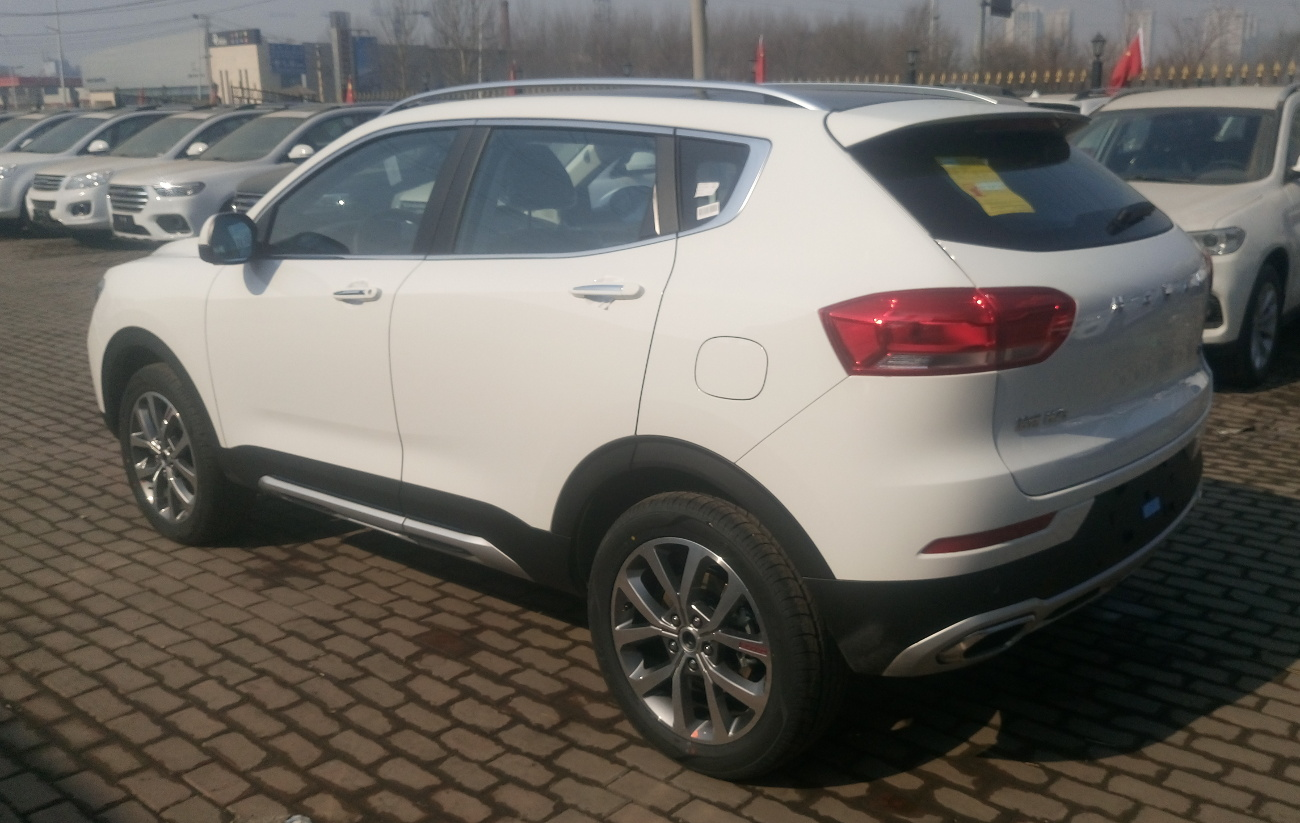
نمونهٔ لوگو قرمز هاوال اچ۲اس، نمای عقب